# سیدنی، نوا اسکوشیا
سیدنی، نوا اسکوشیا (به انگلیسی: Sydney, Nova Scotia) یک شهر در کانادا است که در نوا اسکوشیا واقع شده‌است.

## خصوصیات
سیدنی، نوا اسکوشیا ۲۵٫۲ کیلومترمربع مساحت و ۳۱٬۵۹۷ نفر جمعیت دارد و سطح آب‌های آزاد to ۶۶ متر بالاتر از سطح دریا واقع شده‌است.